# Тарычёво
Тарычёво — деревня в Ленинском городском округе Московской области России.

## География
Расположена у автотрассы М4 «Дон» в километре от МКАД. С юга граничит с городом Видным. Неподалёку протекает река Битца. В деревне 6 улиц: Фруктовые сады, Яблоневая, Берёзовый проезд, 1-й, 2-й и 3-й проезд Фруктовые сады.

## История
Деревня Тарычёво упоминается в писцовых книгах 1627 года. Тогда она находилась во владениях князя Ивана Петровича Львова. В 1646 году деревня принадлежала его вдове, Дарье. Затем деревня перешла к их дочери Марии. В 1678 году в деревне была построена деревянная церковь Рождества Божией Матери и Тарычёво стало называться «село Рождественское на реке Обитце».
В 1703 году село принадлежало князю Фёдору Юрьевичу Ромодановскому. Затем село перешло к его сыну, Ивану Федоровичу. После смерти село перешло к его дочери, Екатерине Ивановне, вышедшей замуж за графа Михаила Гавриловича Головкина. При Екатерине Ивановне в селе была обустроена усадьба, а в 1765 году на месте старой церкви был построен новый каменный храм Рождества Пресвятой Богородицы, сохранившийся до наших дней (расположен в той части деревни Тарычёво, которая вошла в состав Видного). После смерти Головкиной владение перешло к А. А. Козловой. В начале XIX века усадьба принадлежала Соймоновым. При них был высажен липовый парк, устроены пруды и реконструированы жилые и хозяйственные постройки. В конце XIX века усадьбу приобрёл потомственный почётный гражданин, московский 1-й гильдии купец, совладелец торгового дома «Д. и А. Расторгуевы», Дмитрий Алексеевич Расторгуев. Он построил церковно-приходскую школу, конюшню и манеж (постройки сохранились до нашего времени).
До 2006 года деревня входила в Горкинский сельский округ Ленинского района, а с 2006 до 2019 года в рамках организации местного самоуправления входила в городское поселение Видное Ленинского муниципального района.
С 2019 года входит в Ленинский городской округ.

## Население
| 1859 | 1886 | 1926 | 2002 | 2006 | 2010 |
| ---- | ---- | ---- | ---- | ---- | ---- |
| 138  | ↘125 | ↗273 | ↘165 | ↘149 | ↗324 |

Согласно Всероссийской переписи, в 2002 году в деревне проживало 165 человек (83 мужчины и 82 женщины); преобладающая национальность — русские (89 %).